# Andrea Boboni
Andrea Boboni (né  à Rome, capitale de l'Italie, alors des  États pontificaux,  et  mort v. 1190 dans la même ville) est un cardinal italien du XIIe siècle.

## Biographie
Le pape Lucius II le crée cardinal lors d'un consistoire mi-1182. Le cardinal Boboni est notamment légat apostolique en France, avec le cardinal Soffredo, pour négocier la paix entre les rois Henri II d'Angleterre et Philippe II de France.
Le cardinal Boboni participe à l'élection d'Urbain III en 1185, de Grégoire VIII et de Clément III  en 1187.

### Sources
- Fiche du cardinal sur le site fiu.edu